# 洛杉磯影評人協會
洛杉磯影評人協會（The Los Angeles Film Critics Association）是個影評組織，位於美國加州洛杉磯。洛杉磯影評人協會建立於1975年，目的是每年頒發獎項給該年度的優秀電影創作與技術人員。

## 洛杉磯影評人協會獎
每年1月中下旬，洛杉磯影評人協會頒發洛杉磯影評人協會獎。洛杉磯影評人協會獎與其他影評人協會獎、美國演員工會獎等，都被視為是重要的奧斯卡獎風向球。目前的固定獎項有：
- 最佳影片
- 最佳導演
- 最佳男主角
- 最佳女主角
- 最佳男配角
- 最佳女配角
- 最佳劇本
- 最佳製作設計
- 最佳配樂
- 最佳外語片
- 最佳動畫長片
- 最佳紀錄長片
- 最佳新生代獎

### 歷年獎項
- 1975年：第1屆洛杉磯影評人協會獎
- 1976年：第2屆洛杉磯影評人協會獎
- 1977年：第3屆洛杉磯影評人協會獎
- 1978年：第4屆洛杉磯影評人協會獎
- 1979年：第5屆洛杉磯影評人協會獎
- 1980年：第6屆洛杉磯影評人協會獎
- 1981年：第7屆洛杉磯影評人協會獎
- 1982年：第8屆洛杉磯影評人協會獎
- 1983年：第9屆洛杉磯影評人協會獎
- 1984年：第10屆洛杉磯影評人協會獎
- 1985年：第11屆洛杉磯影評人協會獎
- 1986年：第12屆洛杉磯影評人協會獎
- 1987年：第13屆洛杉磯影評人協會獎
- 1988年：第14屆洛杉磯影評人協會獎
- 1989年：第15屆洛杉磯影評人協會獎
- 1990年：第16屆洛杉磯影評人協會獎
- 1991年：第17屆洛杉磯影評人協會獎
- 1992年：第18屆洛杉磯影評人協會獎
- 1993年：第19屆洛杉磯影評人協會獎
- 1994年：第20屆洛杉磯影評人協會獎
- 1995年：第21屆洛杉磯影評人協會獎
- 1996年：第22屆洛杉磯影評人協會獎
- 1997年：第23屆洛杉磯影評人協會獎
- 1998年：第24屆洛杉磯影評人協會獎
- 1999年：第25屆洛杉磯影評人協會獎
- 2000年：第26屆洛杉磯影評人協會獎
- 2001年：第27屆洛杉磯影評人協會獎
- 2002年：第28屆洛杉磯影評人協會獎
- 2003年：第29屆洛杉磯影評人協會獎
- 2004年：第30屆洛杉磯影評人協會獎
- 2005年：第31屆洛杉磯影評人協會獎
- 2006年：第32屆洛杉磯影評人協會獎
- 2007年：第33屆洛杉磯影評人協會獎
- 2008年：第34屆洛杉磯影評人協會獎
- 2009年：第35屆洛杉磯影評人協會獎
- 2010年：第36屆洛杉磯影評人協會獎
- 2011年：第37屆洛杉磯影評人協會獎
- 2012年：第38屆洛杉磯影評人協會獎
- 2013年：第39屆洛杉磯影評人協會獎
- 2014年：第40屆洛杉磯影評人協會獎
- 2015年：第41屆洛杉磯影評人協會獎
- 2016年：第42屆洛杉磯影評人協會獎
- 2017年：第43屆洛杉磯影評人協會獎
- 2018年：第44屆洛杉磯影評人協會獎
- 2019年：第45屆洛杉磯影評人協會獎
- 2020年：第46屆洛杉磯影評人協會獎

## 外部連結
- （英文） 官方网站